# Bupleurum gracile
Bupleurum gracile är en flockblommig växtart som beskrevs av Dc. Bupleurum gracile ingår i släktet harörter, och familjen flockblommiga växter. Inga underarter finns listade i Catalogue of Life.